# トム・デイヴィス
トーマス・”トム”・デイヴィス（Thomas "Tom" Davies 、1998年6月30日 - ）は、イングランド・リヴァプール出身のプロサッカー選手。シェフィールド・ユナイテッドFC所属。ポジションは、ミッドフィールダー。

## 経歴

### クラブ
11歳でエヴァートンFCの下部組織に入団、2015年9月にプロ契約を締結した。2016年4月16日のサウサンプトンFC戦で83分にダロン・ギブソンと交代しトップチームデビュー。
2018-19シーズンは16試合に出場し、8月のEFLカップ第2戦のロザラム・ユナイテッドFC戦ではゲームキャプテンを務めた。2019年4月29日、エヴァートンと2023年まで契約を延長した。

### 代表
各年代でイングランド代表に選出されている。2015 FIFA U-17ワールドカップ・チリ戦ではキャプテンを務めた。

## 人物
叔父のアラン・ウィットルも元サッカー選手で、1967年から1972年にかけてエヴァートンFCに所属し74試合に出場した。

## 個人成績
| クラブ         | シーズン | リーグ         | リーグ戦 | リーグ戦 | FAカップ | FAカップ | リーグカップ | リーグカップ | 欧州カップ | 欧州カップ | 通算 | 通算 |
| クラブ         | シーズン | リーグ         | 出場     | 得点     | 出場     | 得点     | 出場         | 得点         | 出場       | 得点       | 出場 | 得点 |
| -------------- | -------- | -------------- | -------- | -------- | -------- | -------- | ------------ | ------------ | ---------- | ---------- | ---- | ---- |
| エヴァートンFC | 2015-16  | プレミアリーグ | 2        | 0        | 0        | 0        | 0            | 0            | -          | -          | 10   | 0    |
| エヴァートンFC | 2016-17  | プレミアリーグ | 24       | 2        | 1        | 0        | 0            | 0            | -          | -          | 25   | 2    |
| エヴァートンFC | 2017-18  | プレミアリーグ | 33       | 2        | 1        | 0        | 2            | 0            | 7          | 0          | 43   | 2    |

| クラブ           | シーズン | リーグ          | リーグ戦 | リーグ戦 | 通算 | 通算 |
| クラブ           | シーズン | リーグ          | 出場     | 得点     | 出場 | 得点 |
| ---------------- | -------- | --------------- | -------- | -------- | ---- | ---- |
| エヴァートンU-23 | 2016-17  | プレミアリーグ2 | 12       | 0        | 12   | 0    |